# Мистер Кокос
«Мистер Кокос» (иер. трад. 合家歡, упр. 合家欢, кант.-рус.: Хэп га фун, англ. Mr. Coconut) — гонконгская комедия 1989 года, режиссёр Клифтон Ко. Главные роли в фильме исполнили Майкл Хёй, Рэймонд Вон, Рики Хёй, Оливия Чэн, Джои Вон, Саймон Ям, Тони Люн и Мария Кордеро.
За роль в картине Майкл Хёй был номинирован на 9-й Гонконгской кинопремии в категории «Лучшая мужская роль».

## Сюжет
Нам (Майкл Хёй) решает перебраться из Материкового Китая в Гонконг, где уже восемь лет живёт его сестра Пинг (Оливия Чэн). У Пинг есть муж (Рэймонд Вон), и он не в восторге от того, что в их тесной квартире появится ещё один жилец. Ко всему прочему Нам привык к сельской жизни со своими порядками и нравами. Культура мегаполиса становится для него настоящим открытием.

## В ролях
- Майкл Хёй — Нган Квай Нам
- Рэймонд Вон — Вонг Ка-Фан
- Рики Хёй — Лайм
- Оливия Чэн[англ.] — Пинг
- Джои Вон — Линг
- Саймон Ям[англ.] — Тимоти Хуэй
- Тони Люн — Буш
- Мария Кордеро[англ.] — Мисс Ма
- Кен Бойл — Руководитель страховой компании «Лайм»
- Ширли Луи Соулинг — Девушка на вокзале
- Фенни Юен Кит-Ин — Девушка в метро
- Элси Чан Икси — Покупательница в обувном магазине
- Лолетта Ли — Девушка из рекламы шампуня (камео)
- Полин Кван Пуй-Лам — Молодая гостья на вечеринке
- Лоуэлл Ло — Предсказатель
- Тедди Ип Вин-Чо — Продавец фасоли
- Енфан[англ.] — Раздраженный покупатель в буфете

## Награды и номинации
| Награды                    | Награды             | Награды              | Награды   |
| Кинопремия                 | Категория           | Лауреат / претендент | Результат |
| -------------------------- | ------------------- | -------------------- | --------- |
| 9-я Гонконгская кинопремия | Лучшая мужская роль | Майкл Хёй            | Номинация |